# Konstancie Kastilská (1160)
Konstancie Kastilská (1141? – 4. října 1160, Paříž) byla francouzskou královnou, druhou manželkou Ludvíka VII.

## Život
Konstancie se narodila jako jedna z mnoha dcer Alfonse VII. Kastilského a dcery barcelonského hraběte Berenguely. 18. listopadu 1153 se v Orléans provdala za o dvacet let staršího rozvedeného francouzského krále Ludvíka VII., který nutně potřeboval mužského dědice. Konstancie dala zbožnému králi dvě dcery, Markétu a Adélu; porod druhé dcery ji stál život. Ludvík toužící po synovi, se již pět týdnů po královnině smrti potřetí oženil.